# Suej-ning
Suej-ning (čínsky pchin-jinem Sùiníng, znaky 遂宁) je městská prefektura v Čínské lidové republice, kde patří k provincii S’-čchuan. Celá prefektura má rozlohu 5 278 čtverečních kilometrů a v roce 2020 v ní žily bezmála tři miliony obyvatel.

## Poloha
Suej-ning leží ve středu Sečuánské pánve v povodí Fu-ťiangu. Hraničí s Čchung-čchingem, Kuang-anem a Nan-čchungem na východě, s Nej-ťiangem a C’-jangem na jihu, s Čcheng-tu, hlavním městem provincie, na západě a s Te-jangem a Mien-jangem na severu.

## Administrativní členění
Městská prefektura Suej-ning se člení na pět celků okresní úrovně, a sice dva městské obvody, jeden městský okres a dva okresy.
| Čchuan-šan An-ťü městský okres · Še-chung okres · Pcheng-si okres · Ta-jing |        |                       |                    |                                  |
| Název                                                                       | Název  | Počet obyvatel (2020) | Rozloha km² (2020) | Hustota zalidnění (obyv. na km²) |
| český přepis                                                                | znaky  | Počet obyvatel (2020) | Rozloha km² (2020) | Hustota zalidnění (obyv. na km²) |
| Městské obvody                                                              |        |                       |                    |                                  |
| Čchuan-šan                                                                  | 船山区 | 832 863               | 609                | 1 368                            |
| An-ťü                                                                       | 安居区 | 431 310               | 1 266              | 341                              |
| Městský okres                                                               |        |                       |                    |                                  |
| Še-chung                                                                    | 射洪市 | 732 380               | 1 497              | 489                              |
| Okresy                                                                      |        |                       |                    |                                  |
| Pcheng-si                                                                   | 蓬溪县 | 430 344               | 1 254              | 343                              |
| Ta-jing                                                                     | 大英县 | 387 299               | 652                | 594                              |
|                                                                             |        |                       |                    |                                  |
| Celkem                                                                      | Celkem | 2 814 196             | 5 278              | 533                              |